# Marquesado de Salobral
El marqueado de Salobral  es un título nobiliario español creado por el rey Alfonso XIII en favor de Lorenzo López de Carrizosa y Giles, senador del Reino, mediante real decreto del 18 de enero de 1904 y despacho expedido el 28 de junio del mismo año.

## Marqueses de Salobral
|                           | Titular                                   | Periodo                   |
| Creación por Alfonso XIII | Creación por Alfonso XIII                 | Creación por Alfonso XIII |
| ------------------------- | ----------------------------------------- | ------------------------- |
| I                         | Lorenzo López de Carrizosa y Giles        | 1904-1923                 |
| II                        | Lorenzo López de Carrizosa y de la Viesca | 1923-1939                 |
| III                       | Lorenzo López de Carrizosa y Díez         | 1952-2007                 |
| IV                        | María Victoria López de Carrizosa y Eayrs | 2008-hoy                  |

## Historia de los marqueses de Salobral
- Lorenzo López de Carrizosa y Giles, I marqués de Salobral, caballero de la Real Maestranza de Ronda y del Real Cuerpo de Hijosdalgo de la Nobleza de Madrid, gentilhombre de cámara del rey con ejercicio.[1]

Casó con Susana de la Viesca y Pikman, IV marquesa de Santo Domingo de Guzmán. El 19 de octubre de 1923 le sucedió su hijo:
- Lorenzo López de Carrizosa y de la Viesca (m. Cádiz, 13 de junio de 1939), II marqués de Salobral.[1][3]

Casó el 24 de octubre de 1930, en Jerez de la Frontera, con Josefa Díez e Isasi. El 17 de julio de 1952 le sucedió su hijo:
- Lorenzo López de Carrizosa y Díez (1931-2007), III marqués de Salobral.[3]

El 25 de noviembre de 2008, previa orden del 25 de septiembre para que se expida la correspondiente carta de sucesión (BOE del 14 de octubre), le sucedió su hija:
- María Victoria López de Carrizosa y Eayrs, IV marquesa de Salobral.[2]

## Palacios

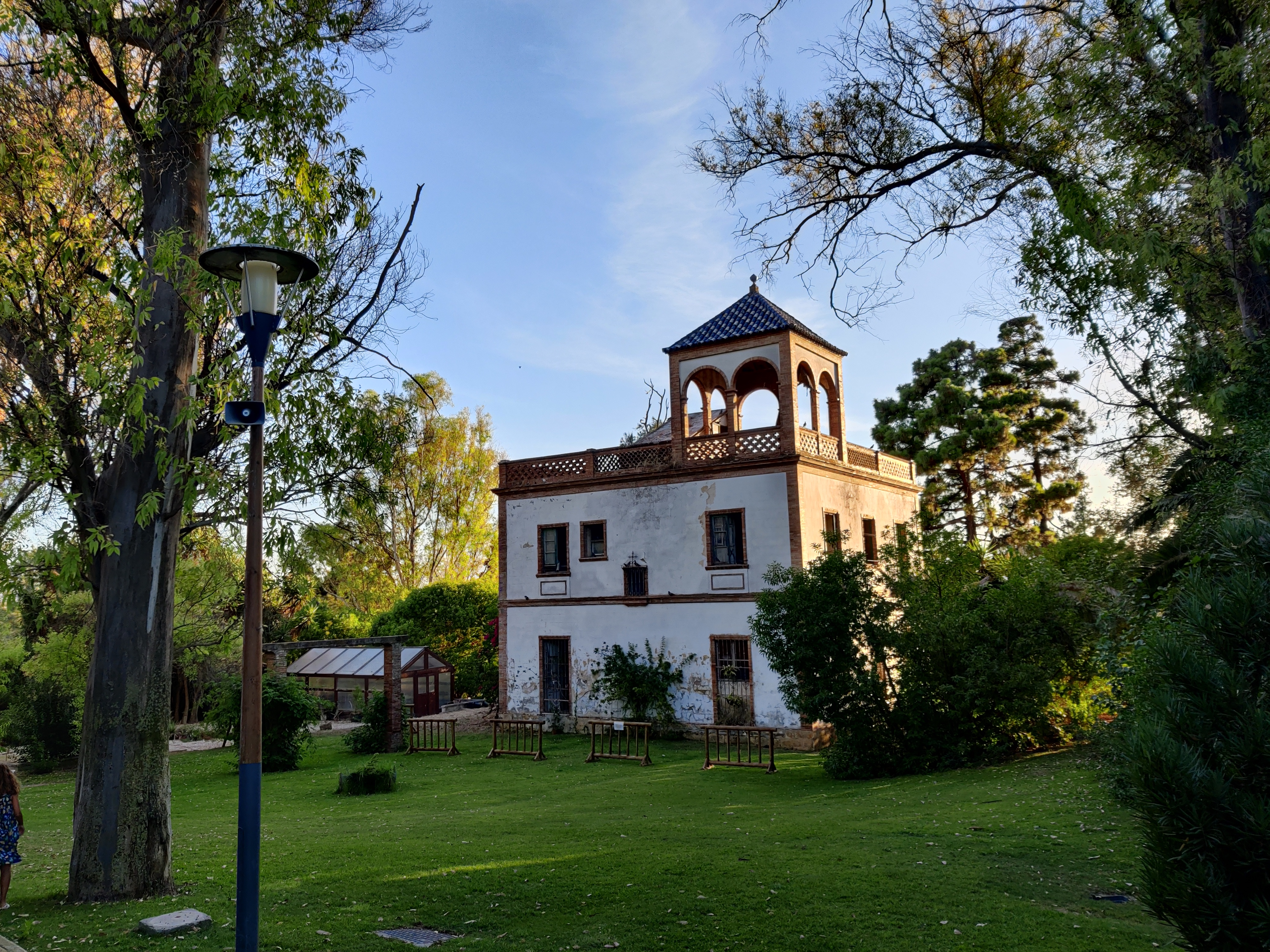
Palacio

Los marqueses tuvieron varios palacios en Jerez de la Frontera. Aunque el principal de ellos fue demolido, la estructura de otro perdura en el interior del Zoobotánico Jerez.